# Víctor Bernárdez
Víctor Salvador Bernárdez Blanco (La Ceiba, 24 mei 1982) is een Hondurees voetballer, die als verdediger sinds 2012 speelt bij San Jose Earthquakes in de Major League Soccer. In 2004 debuteerde hij in het Hondurees voetbalelftal.

## Clubcarrière
Víctor Bernárdez begon zijn loopbaan als profvoetballer op 20-jarige leeftijd bij Club Deportivo Motagua. Hij viel bij de club zowel op als naast het veld op. Hij is een grote, sterke verdediger met een krachtig schot. In 2007 testte Bernárdez, bijgenaamd Muma, bij de Engelse club Birmingham City. Helaas was de test niet voldoende en dus kreeg de verdediger geen contract. In 2008 kreeg hij dan toch zijn transfer naar Europa te pakken. Het Belgische RSC Anderlecht trok Bernárdez aan op huurbasis. Als hij het bestuur en de trainer gedurende vier maanden kon overtuigen, kreeg hij een contract. Op het einde van het seizoen liet het bestuur weten dat zijn contract werd verlengd tot 2012. In januari 2011 werd hij uitgeleend tot het einde van het seizoen aan Lierse SK. In juli 2011 bereikte Anderlecht een overeenkomst met de Mexicaanse tweedeklasser Indios de Ciudad Juárez. Bernárdez werd voor één seizoen verhuurd. In december 2011 tekende Bernárdez een contract bij het Amerikaanse San Jose Earthquakes. In 2012 werd hij in de Verenigde Staten opgenomen in het MLS-elftal van het jaar.

## Interlandcarrière
Bernárdez speelde sinds 2004 in totaal ruim zeventig wedstrijden in de Hondurese nationale ploeg, waarin hij driemaal trefzeker was. In juni 2010 werd hij geselecteerd voor het wereldkampioenschap voetbal 2010 in Zuid-Afrika en in mei 2014 werd hij opgenomen in de selectie voor het wereldkampioenschap voetbal 2014 in Brazilië.

## Spelerscarrière[1]
| seizoen   | club                      | land             | competitie          | wed. | goals |
| --------- | ------------------------- | ---------------- | ------------------- | ---- | ----- |
| 2003/2008 | Club Deportivo Motagua    | Honduras         | Liga Nacional       | 62   | 10    |
| 2009/2010 | RSC Anderlecht            | België           | Jupiler Pro League  | 7    | 0     |
| 2010/2011 | RSC Anderlecht            | België           | Jupiler Pro League  | 15   | 1     |
| 2010/2011 | → Lierse SK               | België           | Jupiler Pro League  | 9    | 1     |
| 2011      | → Indios de Ciudad Juárez | Mexico           | Liga de Ascenso     | 11   | 3     |
| 2012      | San Jose Earthquakes      | Verenigde Staten | Major League Soccer | 26   | 3     |
| 2013      | San Jose Earthquakes      | Verenigde Staten | Major League Soccer | 25   | 1     |
| 2014      | San Jose Earthquakes      | Verenigde Staten | Major League Soccer | 26   | 2     |
| 2015      | San Jose Earthquakes      | Verenigde Staten | Major League Soccer | 29   | 0     |
| 2016      | San Jose Earthquakes      | Verenigde Staten | Major League Soccer | 33   | 1     |
| 2017      | San Jose Earthquakes      | Verenigde Staten | Major League Soccer | 26   | 0     |
| Totaal    | Totaal                    | Totaal           | Totaal              | 269  | 22    |